# 12992 Crumpler
12992 Crumpler este o planetă minoră (asteroid), cu un diametru de 2,424 km, din centura de asteroizi. A fost descoperită pe 2 martie 1981 la Observatorul Siding Spring de Schelte J. Bus și a fost numită după Larry S. Crumpler⁠(d). 
Obiectul prezintă o orbită caracterizată de o semiaxă mare de 2,2055843 UAi, o excentricitate de 0,19, o înclinație de 2,45163 ° în raport cu ecliptica.